# Nigozeti
Nigozeti (en georgiano: ნიგოზეთი) es un pueblo en el norte de Georgia, ubicado en el noreste de la región de Imericia y parte del municipio de Chiatura. 

## Geografía
Nigozeti se encuentra en la meseta de Chiatura, en el lado izquierdo del río Sadzalijevi ( afluente izquierdo del río Kvirili), a 16 km de Chiatura.

## Demografía
La evolución demográfica de Nigozeti entre 2002 y 2014 fue la siguiente:
| 666                                             | 446 |
| (Fuente: Population of Georgia in Soviet times) |     |

Según el censo de 2014, los georgianos constituían el 100% de la población local.

## Infraestructura

### Arquitectura, monumentos y lugares de interés
La cueva de Nigozeti se encuentra en el pueblo.